# 2022년 폴란드 미사일 폭발
2022년 11월 15일, 하나 이상의 미사일이 우크라이나 국경 근처의 폴란드 Przewodów 마을을 공격했다. 이 사건은 러시아가 우크라이나 도시와 에너지 시설을 공격하는 동안 발생했다. 이는 2022년 러시아의 우크라이나 침공 동안 NATO 영토 내에서 (이전 UAV 침입에 대비하여) 미사일이 착륙하고 폭발한 첫 번째 사건이다. 미국의 초기 평가에 따르면 미사일은 들어오는 러시아 미사일을 향해 우크라이나군이 발사한 대공 미사일일 가능성이 높다.

## S-300
2022년 9월 21일, 러시아 군은 예비군 30만명 투입을 가능케 한 푸틴 대통령의 부분 군 동원령 발동 직후 우크라이나 북부 제2도시 하르키우의 소도시 잘루티노 마을의 아파트에 장거리 미사일을 발사했다. 지대공 미사일 방어시스템 S-300 미사일로 추정되는 공격으로 아파트 거주민 10명 이상이 부상을 당했다
2022년 10월 9일, 러시아군이 지대공 미사일인 S-300 12발을 우크리나 자포리자 일대의 공공시설에 투하해 우크라이나 측 사망자가 1명 발생했다. 러시아군이 크름대교 폭발에 대한 보복으로 우크라이나 남부 자포리자주(州) 주거지에 포격을 가해 지금까지 13명이 목숨을 잃고 수십 명이 다쳤다. 자포리자 지역 경찰청은 페이스북을 통해 러시아군의 야간 미사일 공격으로 현재까지 13명이 사망하고 60명 이상이 입원했다고 밝혔다. 러시아군은 밤 사이 자포리자 주거 지역에 S-300 16발과 Kh-22 순항미사일 6발을 발사했다. 미사일은 Tu-22M3 및 Su-35 전투기에서 발사됐다. 이로 인해 주택 수십 채와 아파트, 민간 기반 시설이 파괴됐다. 우크린포름은 9층 건물에 직접 미사일이 떨어져 1~7층이 구조물이 파괴됐고 붕괴된 부분을 해체하던 중 다른 2개 층도 무너졌다고 전했다. 또 옆에 위치한 5층 짜리 건물과 인근 주거용 건물도 정면이 뚫리고 유리창이 깨지는 등 파손됐다고 했다. 이 외에 주차돼 있던 차량들에 불이 붙었고 상점, 사무실, 유치원, 학교, 기타 기반 시설도 피해를 입었다고 덧붙였다.
이렇게 러시아가 S-300 지대공 미사일을 지대지 미사일로 사용하는 상황에서, 이번 사건이 발생했다.
폴란드에 미사일 2발이 떨어진 직후 러시아 소행 가능성이 제기됐던 가장 큰 이유는 구소련 주력 무기였던 대공시스템 S-300 미사일 파편이 발견됐기 때문이다. 하지만 우크라이나 또한 S-300 미사일을 다량으로 보유하고 있고, 실제 러시아군 미사일 폭격에 대응하기 위해 적극적으로 활용하고 있다.
2022년 11월 16일, 안제이 두다 폴란드 대통령은 기자회견에서 “예비조사 결과 구소련 시대 탄약인 S-300이 발사된 것으로 보인다”고 발표했다. 즈비그니에프 지오브로 폴란드 법무장관도 “S-300 잔해가 프셰보두프에서 발견됐는데, 이는 러시아와 우크라이나군이 모두 사용하는 무기”라며 “발사 주체를 확인하는 데 시간이 걸린 이유”라고 설명했다.
미국, 나토는 이 미사일이 우크라이나군의 S-300 미사일의 오발탄이라고 주장했다. 그러나, 우크라이나는 러시아군의 S-300 미사일 공격이라고 주장했다.
볼로디미르 젤렌스키 우크라이나 대통령이 폴란드 동부 우크라이나 국경 지대에 떨어진 미사일이 오폭된 우크라이나의 방공 미사일이라는 북대서양조약기구(NATO·나토)의 잠정 결론을 정면으로 부인했다.

## 집단방위
이번 사건으로, 나토가 자랑하는 '집단방위' 조항이 실제로 발동되기에는 현실적 제약이 크다는 점이 입증되었다.
폴란드 언론은 실제로 폴란드가 러시아에 공격당하면 나토가 어떤 보호를 제공할 수 있는지 의문을 제기하고 나섰다. 나토의 '집단방위조항'인 헌장 5조가 실제 발동되기에는 제한이 크다는 게 증명됐기 때문이다. 5조는 회원국이 '무력 공격'을 받으면 전체 회원국에 대한 공격으로 간주한다는 내용으로, 강력한 억지력을 가진다. 하지만 공격 국가와 나토 동맹 전체가 전면전으로 넘어간다는 의미이기에 부담이 크다. 이번엔 5조 이전 단계인 '상호협의' 규정 4조도 결국 발동되지 않았다.

## 3차대전
나토는 동맹국 1곳이 외세의 공격을 받으면 전체가 공격을 받은 것으로 간주하고 대응하는 집단방위체제를 유지한다.
바이든 대통령은 군사개입으로 나토와 러시아의 직접 충돌이 발생하면 3차 세계대전으로 이어진다며 경계해왔다.
미국은 우크라이나 전쟁에 직접 개입하지 않으면서도 나토 회원국이 공격을 받을 땐 강력 대응할 것이라고 거듭 강조해왔다.

## 과거 역사
폴란드는 소련에 의해 카틴 숲 학살을 당한 역사가 있다.
1939년 8월 히틀러의 나치독일과 스탈린의 소련이 폴란드 분할을 내용으로 하는 비밀 협정인 독소불가침조약을 체결한다. 이후 9월 1일에는 독일이, 9월 17일에는 소련이 폴란드를 침공하여 두 나라가 분할점령한 끝에 다시 폴란드는 지도에서 사라진다. 소련은 점령 직후 폴란드군 장교 2만2000여명을 학살하는 이른바 '카틴학살'이라는 만행을 저질렀다. 이에 분개한 폴란드 국민들은 2차대전 중 연합국 편에서 투쟁하며 무려 600만명이 사망하는 엄청난 희생을 치렀다.